# Neophema splendida

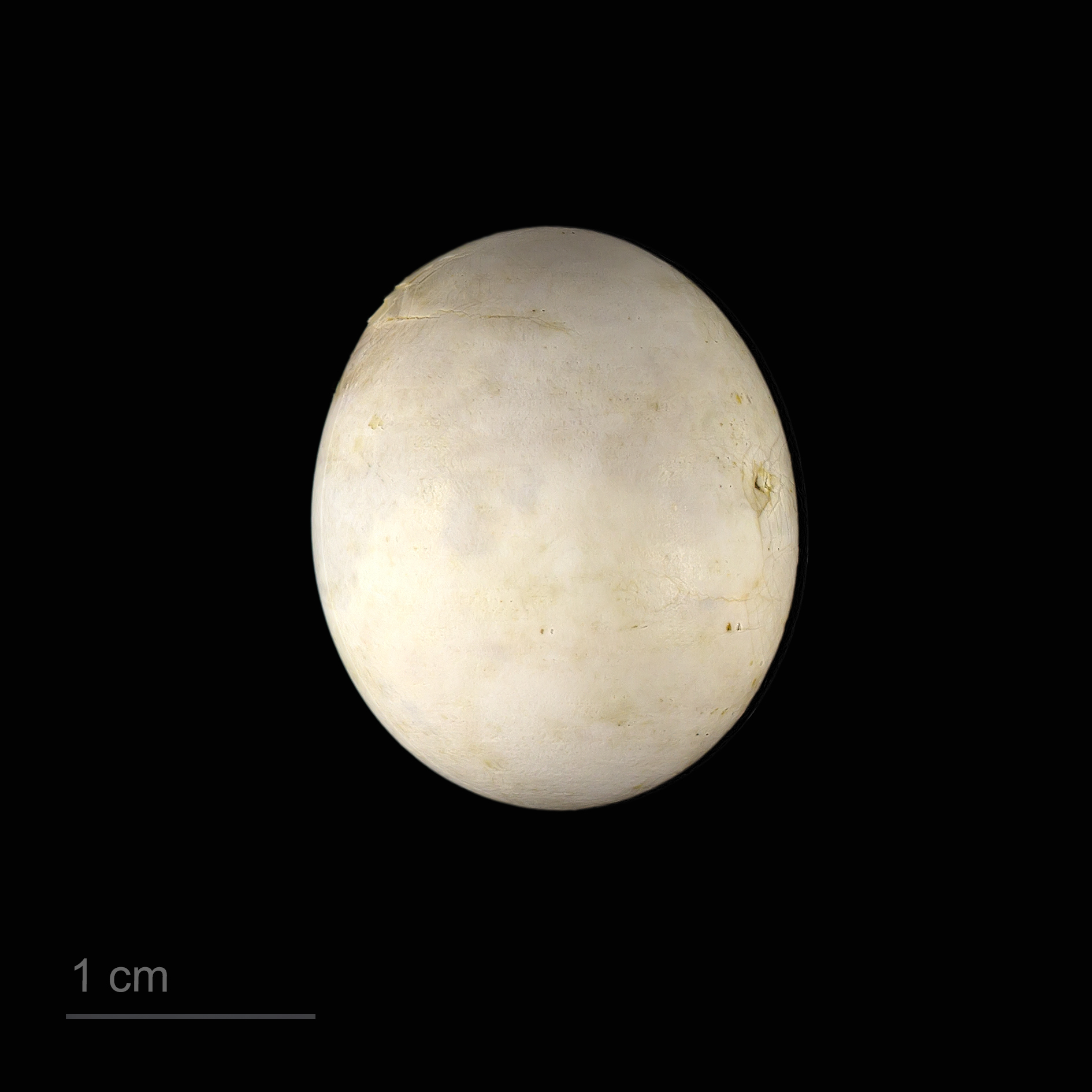
Neophema splendida

Neophema splendida là một loài chim trong họ Psittacidae.